# 厦门安防科技职业学院
厦门安防科技职业学院是中华人民共和国的一所全日制专科民办普通高等职业学校，位于福建省厦门市翔安区。

## 历史
2004年4月，厦门安防科技职业学院开始筹建。
2008年9月，经福建省人民政府批准正式成立。2009年3月，在中华人民共和国教育部备案。